# Artaxa sabahensis
Artaxa sabahensis är en fjärilsart som beskrevs av Holloway 1976. Artaxa sabahensis ingår i släktet Artaxa och familjen tofsspinnare. Inga underarter finns listade i Catalogue of Life.